# Павлівська сільська рада (Васильківський район)
Па́влівська сільська́ ра́да — орган місцевого самоврядування в Васильківському районі Дніпропетровської області. Адміністративний центр — село Павлівка.

## Загальні відомості
- Населення ради: 2 926 осіб (станом на 2001 рік)

## Населені пункти
Сільській раді підпорядковані населені пункти:
- с. Павлівка
- с. Аврамівка
- с. Довге
- с. Каплистівка
- с. Кобзар
- с. Криворізьке
- с-ще Крутоярка
- с. Новогригорівка
- с. Перепеляче
- с. Морозівське
- с. Самарське
- с. Червона Долина
- с. Шевченко
- с. Шев'якине
- с. Широке

## Склад ради
Рада складається з 20 депутатів та голови.
- Голова ради: Горобець Валентина Михайлівна
- Секретар ради: Полякова Людмила Григорівна

### Керівний склад попередніх скликань
| Прізвище, ім'я, по батькові   | Основні відомості                                                         | Дата обрання | Дата звільнення |
| ----------------------------- | ------------------------------------------------------------------------- | ------------ | --------------- |
| Яроцький Володимир Григорович | Сільський голова, 1964 року народження, член Селянської партії України    | 26.03.2006   | 31.10.2010      |
| Горобець Валентина Михайлівна | Сільський голова, 1963 року народження, освіта вища, член Партії регіонів | 31.10.2010   |                 |

Примітка: таблиця складена за даними сайту Верховної Ради України

### Депутати
За результатами місцевих виборів 2010 року депутатами ради стали:

#### За суб'єктами висування
| Суб'єкт висування           | Кількість обраних депутатів | %  |
| --------------------------- | --------------------------- | -- |
| Партія регіонів             | 17                          | 85 |
| Комуністична партія України | 1                           | 5  |
| Самовисування               | 1                           | 5  |
| Селянська партія України    | 1                           | 5  |

#### За округами
| № округу                    | Прізвище, ім'я, по батькові      | Дата визнання обраним | Освіта             | Партійна приналежність            | Відомості про обраного депутата                                   |
| --------------------------- | -------------------------------- | --------------------- | ------------------ | --------------------------------- | ----------------------------------------------------------------- |
| Комуністична партія України |                                  |                       |                    |                                   |                                                                   |
| 3                           | Бадун Григорій Федорович         | 04.11.2010            | вища               | член Комуністичної партії України | пенсіонер                                                         |
| Партія регіонів             |                                  |                       |                    |                                   |                                                                   |
| 1                           | Шпак Тетяна Дмитрівна            | 04.11.2010            | середня спеціальна | член Партії регіонів              | Павлівська амбулаторія, фельдшер                                  |
| 2                           | Андрущенко Валентина Вікторівна  | 04.11.2010            | середня            | член Партії регіонів              | тимчасово не працює                                               |
| 5                           | Лабза Вікторія Василівна         | 04.11.2010            | вища               | член Партії регіонів              | Васильківська районна рада, головний спеціаліст                   |
| 7                           | Водяний Сергій Іванович          | 04.11.2010            | середня            | член Партії регіонів              | тимчасово не працює                                               |
| 8                           | Полякова Людмила Григорівна      | 04.11.2010            | вища               | член Партії регіонів              | Павлівська сільська рада, секретар                                |
| 9                           | Яроцька Валентина Іванівна       | 04.11.2010            | середня            | член Партії регіонів              | Васильківський територіальний центр, соціальний працівник         |
| 10                          | Жук Ірина Миколаївна             | 04.11.2010            | вища               | член Партії регіонів              | ПТУ-74, бібліотекар                                               |
| 11                          | Амеліна Ольга Вікторівна         | 04.11.2010            | середня            | член Партії регіонів              | тимчасово не працює                                               |
| 12                          | Бабич Лариса Василівна           | 04.11.2010            | середня            | член Партії регіонів              | селянське фермерське господарство “Павлівське", завідувачка ферми |
| 13                          | Яременко Олександр Григорович    | 04.11.2010            | середня            | член Партії регіонів              | тимчасово не працює                                               |
| 14                          | Хапатько Світлана Анатоліївна    | 04.11.2010            | середня            | член Партії регіонів              | тимчасово не працює                                               |
| 15                          | Шамардіна Тетяна Віталіївна      | 04.11.2010            | середня            | член Партії регіонів              | пенсіонер                                                         |
| 16                          | Кащенко Світлана Геннадіївна     | 04.11.2010            | середня            | член Партії регіонів              | приватний підприємець                                             |
| 17                          | Кащенко Володимир Володимирович  | 04.11.2010            | вища               | член Партії регіонів              | Новогригорівська загальноосвітня школа, вчитель                   |
| 18                          | Іщук Любов Дмитрівна             | 04.11.2010            | середня            | член Партії регіонів              | Новогригорівський сільський клуб, завідувач                       |
| 19                          | Плошенко Володимир Володимирович | 04.11.2010            | середня            | член Партії регіонів              | селянське фермерське господарство “Вихрь", голова                 |
| 20                          | Лебеденко Галина Олександівна    | 04.11.2010            | середня            | член Партії регіонів              | Новогригорівська бібліотека, завідувач                            |
| Селянська партія України    |                                  |                       |                    |                                   |                                                                   |
| 4                           | Чорна Ніна Тимофіївна            | 04.11.2010            | середня спеціальна | член Селянської партії України    | ЧП “Машир", продавець                                             |
| Самовисування               |                                  |                       |                    |                                   |                                                                   |
| 6                           | Бабич Володимир Миколайович      | 04.11.2010            | середня            | позапартійний                     | Павлівська сільська амбулаторія, водій                            |